# Québec-Centre (district électoral du Canada-Uni)
Pour les articles homonymes, voir Québec-Centre.
Circonscription électorale provinciale du Canada
Québec-Centre est un district électoral de l'Assemblée législative de la province du Canada.

## Liste des députés
| Années | Années      | Député                | Affiliation |
| ------ | ----------- | --------------------- | ----------- |
|        | 1861 - 1863 | Georges-Honoré Simard | Bleu        |
|        | 1863 - 1867 | Georges-Honoré Simard | Bleu        |